# كيم كوب
كيم كوب (بالإنجليزية: Kim Cobb)‏ هي أخصائية علم المناخ أمريكية، ولدت في 20 أغسطس 1974 في ماديسون في الولايات المتحدة.

## بداية حياتها وطفولتها
ولدت كيم كوب عام 1974 في مدينة ماديسون، ولاية فيرجينيا الأمريكية وترعرعت في بيتسفيلد، ماسشوسيتس. ظهر اهتمامها بعلم المحيطات بعد مشاركتها بمدرسة صيفية في معهد وودزهول لعلم المحيطات في ماسشوسيتس. درست علوم الأحياء والأرض في جامعة ييل  حيث أصبحت أكثر إدراكًا للأصول بشرية المنشأ للتغير المناخي. قررت تغيير مسار تعليمها فانضمت لبرنامج علوم المحيطات الصيفي التابع لمعهد سكريبس وتخرّجت منه عام 1996. حصلت على الدكتوراه في علم المحيطات من معهد سكريبس عام 2002 وهي تبحث عن ظاهرة التردد الجنوبي أو ظاهرة النينو في عينة رسوبية مأخوذة من مدينة سانتا باربارا في ولاية كاليفورنيا. أمضت كوب سنتين وهي تتابع أبجاث ودراسات ما بعد الدكتوراه في معهد كاليفورنيا للتقنية «كالتك» قبل انضمامها لمعهد جورجيا للتقنية عام 2004 كأستاذة مساعدة. لكيم كوب أكثر من مئة ورقة بحثية خضعت لمراجعة الأقران ونُشرت في مجلات علمية كبرى. أصبحت أستاذة متفرغة  عام 2015 وبدأت الإشراف على أبحاث الماجيستير والدكتوراه في الجامعة حيث تعمل.

## أبحاثها
يسعى فريق كيم كوب لفهم التغير المناخي وتحديد الأسباب الطبيعية والأسباب بشرية المنشأ وراءه، كما شارك فريقها البحثي بعدة رحلات محيطية في المنطقة الاستوائية من المحيط الهادي، وشارك برحلات استكشافية إلى كهوف جزيرة بورنيو وهي جزيرة في جنوب آسيا تتقاسم السيادة عليها ثلاث دول (ماليزيا، إندونيسيا وبروناي). تركزت دراساتها على الشعب المرجانية وصواعد الكهوف المعروفة أيضًا بالأعمدة الصاعدة وهي تكونات كربونات الكالسيوم التي تنتصب على أرضية الكهوف من جراء تقاطر المياه المعدنية عبر زمن طويل.
يأخذ فريقها معلومات وصور شديدة الدقة للعينات التي يجمعها فيراقب التغيرات المناخية التي طرأت في العقود أو القرون الأخيرة، يضع النماذج ويقارن المتغيرات بين منطقتي المحيط الهادي وجزيرة بورنيو، وقد جمع عينات من شعب مرجانية من جزيرة كيريباتي واحتسب عمرها مستخدمًا التأريخ باليورانيوم والثوريوم (أو التاريخ بنظير اليورانيوم-230) ثم قاس نسبة تواتر نظائر الأكسجين لمعرفة شدة أحداث أو ظواهر النينو الواقعة خلال 7000 سنة الماضية.  تشارك كوب اليوم بإدارة تحرير مجلة الأوراق البحثية الجيوفيزيائية.

## الجوائز والتقديرات
- عام 2007 فازت بجائزة مؤسسة العلوم الوطنية وبجائزة الشراكة التعليمية من معهد جورجيا للتقنية.[16]
- عام 2008، اختيرت كواحدة من أبرز العلماء الشباب في أمريكا، كما حصلت على الجائزة الرئاسية الأمريكية للمبتدئين من العلماء والمهندسين[18]
- عام 2009 حصلت على زمالة حدود العلم من كافلي وهو مشروع مشترك بين الأكاديمية النروجية للعلوم، ووزارة التعليم النروجية ومؤسسة كافلي.
- عام 2011 دعيت كوب إلى البيت الأبيض للمشاركة في حدث حول مرونة مكان العمل.[19]

## السياسة والعمل الاجتماعي
تشارك اليوم كيم كوب اليوم في عدة مجالس وهيئات استشارية ومنها الجمعية الأمريكية لتقدم العلوم، برنامج كليفار للتغير المناخي والتنبؤ به كما تشغل منصب مستشار لمعهد ليشنر  لمشاركة العموم التابع للجمعية الأمريكية لتقدم العلوم. 
تعتبر كوب من الدعاة للتواصل مع المجتمعات المختلفة فتشارك في العديد من الندوات وتعد العديد من المحاضرات في المدارس والجامعات والمنظمات حول التغير المناخي وعلوم المناخ، كما تشارك في وضع السياسات المعنية بهذا المجال وتنشر العديد من المقالات التي تسعى لتشجيع زملائها من علماء المناخ على المشاركة بشكل أكبر في المحافل الدولية. ظهرت ضيفًا في برنامج «سنوات من العيش بخطر» على شوتايم كما ألقت محاضرة خلال مسيرات دعم العلم التي حصلت في أتلانتا، جورجيا عام 2017.

## التنوع
في معهد جورجيا للتقنية، تشارك كوب في حركة «أدفانس» كأستاذ  من أجل التنوع المؤسساتي، وأدفانس هي حركة تعنى بتمكين المرأة والمنتمين للأقليات العرقية من التطور في المجتمع، كما تشارك في جهود مؤسسة العلوم الوطنية لزيادة مشاركة المرأة وتمثيلها في ميادين العلوم والهندسة.